# ウトゥ・ヘガル
ウトゥ・ヘガル（Utu-heg̃al、Utu-heĝal、Utu-hegal、Utu-hejal）は、アッカド人とグティ人による何世紀もの支配の後生まれたシュメール地方における最初のシュメール人王の一人。

## 略歴
彼の生い立ちについては幾つかの仮説がある。主な通説として、彼は紀元前2050年においてグティ人の王に反抗したウルクの統治者であったとされている。彼は最後のグティ人王ティリガンに対峙し、シュメールの都市を導いた。何処で戦いがあったかは定かではないが、ウトゥ・ヘガルは勝利を収めティリガンをグティウムへと退却させた。ティリガンはドゥブルム（場所は不明）に止まり、現地の人々にもてなされた。しかしウトゥ・ヘガルが街に向かい進軍していると聞くと、ドゥブルムの人々はティリガンと彼の家族を囚人として捕らえた。ティリガンはウトゥ・ヘガルの前に引きずり出され、シュメールを離れグティウムに戻ることに承諾した。グティ人を破りウトゥ・ヘガルはシュメールの王として即位した。しかし彼は力を維持できず、7年の後ウル・ナンムをシュメールの王としてその統治を継承した。ウトゥ・ヘガルはウルク第五王朝における唯一の王であった。

## 家族
ウトゥ・ヘガルには、ウル・ナンムと結婚し後継者のシュルギを生んだ娘がおり、婚姻によりウル第三王朝にも関わってくる。アマル・シンの祖先でもある。